# Danny Lawson
Danny Michael Lawson (* 30. Oktober 1947 in Toronto, Ontario; † 15. September 2008 in Calgary, Alberta) war ein kanadischer Eishockeyspieler (Rechtsaußen), der von 1968 bis 1977 für die Detroit Red Wings, Minnesota North Stars und Buffalo Sabres in der National Hockey League sowie die Philadelphia Blazers, Vancouver Blazers, Calgary Cowboys und Winnipeg Jets in der World Hockey Association spielte.

## Karriere
Als Junior spielte er bei den Hamilton Red Wings in der OHA und konnte dort glänzen. So kam er auch in der Saison 1967/68 am 10. Januar 1968 zu seinem ersten NHL-Einsatz mit den Detroit Red Wings, dem einzigen in dieser Spielzeit. In der nächsten Saison startete er bei den Fort Worth Wings in der CHL, doch bald wurde er wieder in Detroit eingesetzt und erzielte am 31. Oktober 1968 gegen die Boston Bruins sein erstes Tor. Der Durchbruch gelang ihm nicht und so wurde er nach 40 Spielen an die Minnesota North Stars abgegeben. Bei den North Stars blitzte sein außergewöhnliches Können immer wieder auf, aber er konnte die guten Leistungen nicht konstant bringen und wurde so auch immer wieder in die Farmteams, die Iowa Stars in der CHL und die Cleveland Barons in der AHL geschoben. Auch in der Saison 1971/72, die er bei den Buffalo Sabres verbrachte, schaffte er nicht zu überzeugen.
Erst mit seinem Wechsel in die WHA zu den Philadelphia Blazers schaffte er seinen Durchbruch. Mit 61 Toren war er in der ersten Saison der neuen Liga 1972/73 Torschützenkönig. Auch mit dem Umzug des Teams, die dann als Vancouver Blazers und später als Calgary Cowboys spielten, zählte er zu den Topscorern. 1977 kurz vor dem Ende seiner Karriere wechselte er gemeinsam mit Mike Ford zu den Winnipeg Jets, die dafür Veli-Pekka Ketola, Heikki Riihiranta und Ron Ward abgaben.
In den 1980er Jahren kam Lawson nach Deutschland. In der Saison 1986/87 spielte er in der Mannschaft des EC Hedos München und half dem Team zum Aufstieg in die zweite Liga. Dort trainierte er in der darauffolgenden Saison den SV Bayreuth.

## Sportliche Erfolge

### Persönliche Auszeichnungen
- WHA All-Star Game: 1973, 1974
- WHA First All-Star Team: 1973